# SN 1995J
SN 1995J – supernowa typu II odkryta 4 kwietnia 1995 roku w galaktyce UGC 7700 (PGC 41601). W momencie odkrycia miała maksymalną jasność 16,50m.